# Elke Badde
 Elke Badde (* 28. Dezember 1959 in Lank-Latum bei Düsseldorf) ist eine deutsche Politikerin (SPD). Sie war von März 2011 bis zu ihrer Versetzung in den einstweiligen Ruhestand im Oktober 2018 Staatsrätin der Behörde für Gesundheit und Verbraucherschutz und von April 2015 bis November 2017 zusätzlich Staatsrätin für die Bezirke in der Finanzbehörde. Im November 2019 verurteilte das Hamburger Amtsgericht Badde wegen  Vorteilsannahme und Verleitung von Untergebenen zu einer Straftat im Zuge der sogenannten Freikartenaffäre um ein Rolling-Stones-Konzert im Hamburger Stadtpark zu einer Geldstrafe.

## Leben

### Ausbildung und berufliche Laufbahn
Elke Badde besuchte 1966 bis 1969 die Grundschule und von 1969 bis 1978 das neusprachliche Gymnasium am Stadtpark Uerdingen in Krefeld, wo sie ihr Abitur absolvierte. Zwischen 1979 und 1985 studierte sie Wirtschaftswissenschaften an der Universität in Duisburg und im Anschluss Rechtswissenschaft an der Universität in Bonn. Dort war sie zusätzlich von 1984 bis 1985 AStA-Finanzreferentin. In Hamburg legte sie 1991 die zweite Juristische Staatsprüfung ab und trat dort in die Verwaltung ein. Sie war von 1996 bis 2004 im Senatsamt für Bezirksangelegenheiten tätig und leitete von 2004 bis März 2011 das Personalrechtsreferat der Behörde für Schule und Berufsbildung.

### Politik
Badde ist Mitglied im Vorstand des SPD-Distrikts Oldenfelde und im Kreisvorstand der SPD Wandsbek. Vor ihrer Wahl in die Hamburgische Bürgerschaft war sie Fraktionssprecherin für Finanzen und Stadtteilkultur in der Bezirksversammlung Wandsbek. Dort saß sie in den Ausschüssen Finanzen und Kultur, soziale Stadtentwicklung sowie im Ausschuss für Umwelt, Gesundheit und Verbraucherschutz. Im Februar 2008 konnte sie bei der Bürgerschaftswahl über die Landesliste (Platz 13) als Abgeordnete in die Hamburgische Bürgerschaft einziehen. Bei der Bürgerschaftswahl 2011 wurde sie als Spitzenkandidatin der SPD im Wahlkreis Rahlstedt erneut in die Bürgerschaft gewählt. Sie Fachsprecherin der SPD-Fraktion für Arbeitsmarktpolitik.
Ihr Bürgerschaftsmandat legte sie jedoch nieder, weil sie am 24. März 2011 Staatsrätin in der von Cornelia Prüfer-Storcks geführten Behörde für Gesundheit und Verbraucherschutz wurde. Zwischen April 2015 und November 2017 war sie zusätzlich Staatsrätin für die Bezirke in der von Peter Tschentscher geführten Finanzbehörde. Am 15. Oktober 2018 wurde sie in den einstweiligen Ruhestand versetzt, weil gegen sie wegen ihrer Verwicklung in die Affäre um Freikarten für das Rolling-Stones-Konzert im Hamburger Stadtpark Anklage erhoben wurde. Ihr Nachfolger wurde Matthias Gruhl.

### Strafverfahren wegen Freikarten-Affäre um Rolling-Stones-Konzert
Am 20. November 2019 verurteilte das Hamburger Amtsgericht Badde zu einer Geldstrafe in Höhe von insgesamt 20.400 Euro in 120 Tagessätzen zu 170 Euro. Das Gericht befand, dass sie sich der Vorteilsannahme und Verleitung von Untergebenen zu einer Straftat schuldig gemacht habe. Badde hatte nach Überzeugung des Gerichts vier Monate vor dem Rolling-Stones-Konzert im Hamburger Stadtpark im Jahr 2017 zwei Tribünenkarten einschließlich vergünstigter Gebühren für 357,50 Euro über den damaligen Leiter des Bezirksamts Hamburg-Nord, Harald Rösler (SPD), bestellt. Als Disziplinarvorgesetzte von Rösler habe sie damit Kenntnis davon gehabt, dass das für die Genehmigung des Konzerts zuständige Amt einen bevorzugten Zugang zu Karten hatte. „Da hätten Sie einschreiten müssen. Das haben Sie nicht getan“, stellte der Richter fest.
Baddes Verteidiger kündigte an, gegen die Verurteilung Rechtsmittel einzulegen. Dies war einstweilig nicht erfolgreich.

## Privates
Badde ist Mutter von drei volljährigen Kindern und lebt im Hamburger Ortsteil Oldenfelde.